# Klara Kołodziejska
Klara Kołodziejska (ur. 24 października 1952 we Wrocławiu) – działaczka społeczności żydowskiej, od 2019 przewodnicząca Związku Gmin Wyznaniowych Żydowskich w RP.

## Życiorys
Klara Kołodziejska urodziła się 24 października 1952 w rodzinie pochodzenia żydowskiego.
Przez wiele lat była aktywistką Towarzystwa Społeczno-Kulturalnego Żydów w Polsce. Jest członkinią Zarządu tej organizacji, a także wiceprzewodniczącą jej wrocławskiego oddziału.
W 2018 została wybrana przewodniczącą Gminy Wyznaniowej Żydowskiej we Wrocławiu, a w 2019 zastąpiła Monikę Krawczyk na stanowisku przewodniczącej Zarządu Związku Gmin Wyznaniowych Żydowskich w RP.